# Heteronormativitat
L'heteronormativitat és la visió de la societat que pressuposa l'heterosexualitat com l'orientació sexual natural, privilegiant-la per sobre de la resta d'orientacions. Aquesta visió assumeix que l'heterosexualitat és l'única norma sexual, que les relacions sexuals i conjugals han de donar-se majoritàriament, o només, entre persones de sexes oposats. Per tant, implica una discriminació més o menys explícita contra els gais, les lesbianes i els bisexuals. A més, sovint presumeix l'alineació del sexe biològic, la identitat de gènere i els rols de gènere, així que sol anar lligada al binarisme de gènere. La idea d'heteronormativitat també acostuma a estar relacionada amb l'heterosexisme.

## Origen del terme
Michael Warner va popularitzar el terme el 1991 en una de les primeres obres importants de la teoria queer. Les arrels del concepte es troben en la noció del "sistema sexual/de gènere" de Gayle Rubin, en la idea de l'heterosexualitat obligatòria d'Adrienne Rich, i recuperada per Judith Butler des del feminisme postestructuralista definint el gènere com a acte performatiu (Problemes de gènere).
En una sèrie d'articles, Samuel A. Sales proposa comprendre la heteronormativitat com un concepte que revela les expectatives, demandes i limitacions que es produeixen quan es pren l'heterosexualitat com a normativa dins d'una societat. Originalment concebut per descriure les normes contra les quals lluiten els no heterosexuals, l'heteronormativitat es va incorporar ràpidament tant en el debat de gènere com de transgenerisme.

## Discriminació
Els crítics de les actituds heteronormatives, com ara Cathy J. Cohen, Michael Warner i Lauren Berlant, argumenten que són opressives, estigmatitzadores i marginen les formes de sexualitat i gènere percebudes com a desviades, i fan que l'autoexpressió sigui més difícil quan aquesta expressió no s'ajusta a la norma. L'heteronormativitat descriu com les institucions i les polítiques socials reforcen la presumpció que les persones són heterosexuals i que el gènere i el sexe són binaris naturals. La cultura heteronormativa "privilegia l'heterosexualitat com a normal i natural" i fomenta un clima on els LGBT són discriminats en el matrimoni, codis d'impostos i l'ocupació. Després de Berlant i Warner, Laurie i Stark també argumenten que l'"esfera íntima" domèstica es converteix en el "no-lloc inqüestionable que ancora discursos públics heteronormatius, especialment els relatius als drets d'adopció i al matrimoni".

### Contra persones gais, lesbianes i bisexuals
Segons l'antropòleg cultural Gayle Rubin, l'heteronormativitat en la societat en general crea un "jerarquia de sexe" que gradua les pràctiques sexuals des de "bon sexe" moralment fins a "mal sexe". La jerarquia situa el sexe reproductiu i monògam entre heterosexuals compromeses com a "bo" i estableix qualsevol acte sexual i persones que s'allunyen d'aquest estàndard com a més baix fins que cauen en "mal sexe". En concret, això col·loca a llarg termini parelles homosexuals compromeses i els homosexuals promiscus entre els dos pols. Patrick McCreery, professor de la Universitat de Nova York, veu aquesta jerarquia com a parcial per explicar l'estigmatització de les persones homosexuals per a les pràctiques sexuals socialment "desviades" que sovint les practiquen persones heterosexuals, així com altres assumptes com el consum de pornografia o el sexe en llocs públics.
McCreery assenyala que aquesta jerarquia heteronormativa es trasllada al lloc de treball, on els homosexuals, lesbianes i bisexuals s'enfronten a la discriminació, com ara polítiques de contractació antihomosexuals o discriminació a la feina que sovint aparta els individus "més baixos de la jerarquia", com ara els transsexuals vulnerables a la discriminació més evident i incapaç a la recerca de treball.
Els sol·licitants i treballadors actuals poden ser ignorats o acomiadats per ser no heterosexuals o percebuts com a tal en molts països, com en el cas de la cadena de restaurants estatunidenca Cracker Barrel, que va atreure l'atenció el 1991 després d'acomiadar una empleada per ser obertament lesbiana, citant la seva política segons la qual els empleats amb "preferències sexuals que no demostrin valors normals heterosexuals serien incompatibles amb els valors tradicionals americans". Els treballadors, com la treballadora i altres cambrers —suposadament descrits com els veritables objectius—, van ser acomiadats legalment seguint les polítiques de treball per "transgredir" contra la cultura heteronormativa "normal".
Analitzant la interconnectivitat de l'heteronormativitat i la discriminació sexual en l'ocupació, Mustafa Bilgehan Ozturk traça l'impacte de les pràctiques patriarcals i institucions sobre les experiències de treball de les persones lesbianes, homosexuals i bisexuals en una varietat de contextos a Turquia. Ozturk demostra encara més les historicitats específiques i localitza les formacions de poder/coneixement que donen lloc a actes físics, professionals i psicoemotius de prejudici contra les minories sexuals.

## Relació amb el matrimoni i la família nuclear
Les estructures familiars modernes en el passat i el present poden variar del que era típic de la família nuclear de 1950. Les famílies de la segona meitat del segle xix i principis del segle XX als Estats Units es caracteritzen per la mort d'un o ambdós pares per a molts nens estatunidencs. El 1985 s'estima que els Estats Units van ser el país d'uns 2,5 milions de famílies postdivorciades i acoblades amb menors. Durant la dècada dels 80, gairebé el 20% de les famílies amb nens encapçalades per una parella casada eren reconstituïdes.
Durant les últimes tres dècades les taxes de divorci, monoparentalitat i convivència han augmentat vertiginosament. Les famílies no tradicionals (que divergeixen d'"una família de classe mitjana amb un pare que la sosté, una mare mestresses de casa, que es casen i que crien als seus fills biològics") constitueixen la majoria de les famílies als Estats Units. Ha esdevingut popular el matrimoni amb guanys i paternitat compartida, també conegut com a matrimoni entre iguals, on dos pares heterosexuals són els proveïdors dels recursos i la criança dels nens. Les famílies modernes també poden tenir dos pares que no estan casats però tenen fills, així com famílies amb pares del mateix sexe, i famílies encapçalades per un sol progenitor pel divorci, separació o mort. Amb la inseminació artificial, la subrogació gestacional i l'adopció, les famílies no han d'estar formades per la unió biològica heteronormativa d'un home i una dona.
S'han debatut molt les conseqüències d'aquests canvis per als adults i els nens involucrats. En un cas de subsidis conjugals el 2009 a Massachusetts, el psicòleg del desenvolupament Michael Lamb va testificar que l'orientació sexual dels pares no afecta negativament el desenvolupament de la infantesa. "Des de finals de la dècada de 1980 […] ha estat ben establert que els nens i adolescents es poden ajustar tan bé en entorns no tradicionals com en els entorns tradicionals", va argumentar. No obstant això, la columnista conservadora Maggie Gallagher va afirmar que les estructures socials heteronormatives són beneficioses per a la societat, ja que creu que són òptimes per a la criança dels nens. L'especialista en ètica australianocanadenca Margaret Somerville sosté que "donar a parelles del mateix sexe el dret a fundar una família desvincula la paternitat de la biologia". Les recents crítiques d'aquest argument s'han realitzat per Timothy Laurie, que defensa que tant les condicions intersexuals com les taxes d'infertilitat sempre han complicat els vincles entre la biologia, el matrimoni i la criança dels nens.
Un subconjunt de la heteronormativitat és el concepte de la temporalitat heteronormativa. Aquesta ideologia afirma que l'objectiu últim de la vida de la societat és el matrimoni heterosexual. Els factors socials influeixen en els adults per buscar una parella del sexe oposat i participar en el matrimoni heterosexual amb l'objectiu de tenir fills a través de l'estructura tradicional de la família nuclear. La temporalitat heteronormativa promou l'abstinència fins al matrimoni. Molts pares estatunidencs s'han adherit a aquesta narrativa heteronormativa, i eduquen els seus fills en conseqüència. Segons Amy T. Schalet, la major part de l'educació sexual entre pares i fills giraria al voltant de les pràctiques l'educació de només abstinència als Estats Units, però és diferent en altres parts del món. De la mateixa manera, el professor de la Universitat George Washington Abby Wilkerson analitza les formes en què la cura de la salut i les indústries medicinals reforcen els punts de vista del matrimoni heterosexual per tal de promoure la temporalitat heteronormativa. El concepte de la temporalitat heteronormativa s'estén més enllà del matrimoni heterosexual per incloure un sistema generalitzat on l'heterosexualitat és vista com un estàndard, i no es tolera res fora d'aquest regne. Wilkerson explica que dicta els aspectes de la vida quotidiana, com la salut nutricional, la situació socioeconòmica, les creences personals i els rols de gènere tradicionals.

## Transgressions

### Intersexuals
Els intersexuals tenen característiques biològiques que són ambigües, sigui home o dona. Si es detecta aquesta condició, les persones intersexuals en la majoria de les societats actuals són gairebé sempre assignades en un sexe normatiu poc després del naixement. La cirurgia, que en general implica la modificació dels genitals, es realitza sovint en un intent de produir un cos d'home o dona sense ambigüitat, amb el consentiment dels pares —en lloc del de l'individu. El nen creix i llavors en general és tractat com a cisgènere del sexe assignat, que pot o no coincidir amb la seva identitat de gènere emergent durant tota la vida o amb algunes característiques sexuals restants, com per exemple els cromosomes, gens o els òrgans sexuals interns.

### Transgènere
Les persones transsexuals experimenten una manca de coincidència entre la seva identitat o expressió de gènere i el seu sexe assignat." Transgènere" és un terme global, ja que a més d'incloure els homes i dones trans la identitat de gènere binari dels quals és oposada al del seu sexe assignat —i que de vegades es denominen específicament transsexuals si desitgen assistència mèdica per la transició—, pot incloure persones genderqueer, les identitats dels quals no són exclusivament masculí o femení, sinó que poden ser, per exemple, bigènere, pangènere, genderfluid o agènere. Altres definicions inclouen a persones de tercer gènere com a transgènere o conceptualitzen les persones trans com un tercer sexe, i amb poca freqüència el terme es defineix de manera molt àmplia per incloure transvestits.
Algunes persones transsexuals recorren a la teràpia de reassignació de sexe i poden no comportar-se d'acord amb el rol de gènere imposat per la societat. Algunes societats consideren el comportament transgènere un crim digne de la pena capital, incloent-hi l'Aràbia Saudita i molts altres països. En alguns casos, les persones homosexuals o lesbianes es van veure obligats a sotmetre's a tractaments de canvi de sexe per "corregir" el seu sexe o gènere. Aquesta situació es va produir en alguns països europeus durant el segle xx, i a Sud-àfrica en la dècada de 1970 i 1980.
En alguns països, incloent-hi els d'Amèrica del Nord i Europa, es pot considerar que recolzen tàcitament certes formes de violència contra les persones trans quan els fiscals i els jurats es neguen a investigar, jutjar o condemnar els que presumptes assassins i agressors.
En comunitats mèdiques amb aquestes restriccions, els pacients tenen l'opció de suprimir els comportaments transsexuals i ajustar-se a les normes del seu sexe de naixement —que poden ser necessàries per evitar l'estigma social o fins i tot violència— o adherir-se estrictament a les normes del seu "nou" sexe per tal de qualificar per a la cirurgia de canvi de sexe i tractaments hormonals. No s'ajudarien o permetrien els intents per aconseguir una identitat de gènere ambigua o "alternativa". A vegades, la cirurgia de reassignació de sexe és un requisit per canviar oficialment de gènere, i amb freqüència "home" i "dona" són les úniques opcions disponibles, fins i tot pels intersexuals i transsexuals. Per als governs que permeten només els matrimonis heterosexuals, els canvis oficials de gènere poden tenir implicacions per als drets i privilegis relacionats, com ara la custòdia dels fills, l'herència i la presa de decisions mèdiques.

## Homonormativitat
L'homonormativitat pot referir-se a privilegiar la percepció de l'homosexualitat o l'assimilació percebuda d'ideals heteronormatius i es construeix en la cultura LGBTQ i la identitat individual. El terme s'utilitza gairebé sempre en el seu últim sentit, i es va utilitzar de forma destacada per Lisa Duggan el 2003, tot i que la investigadora d'estudis transgènere Susan Stryker ha assenyalat que també va ser utilitzat per activistes trans en la dècada de 1990, en referència a la imposició de les normes gais/lesbianes sobre les preocupacions de les persones trans.
D'acord amb Penny Griffin, professora de política i relacions internacionals de la Universitat de Nova Gal·les del Sud, l'homonormativitat defensa el neoliberalisme en lloc de criticar la monogàmia, la procreació i els rols de gènere binari com a inherentment heterosexista i racista. Duggan afirma que l'homonormativitat fragmenta les comunitats LGBTQ en jerarquies de mèrit, i que les persones LGBTQ que tendeixen a imitar les normes heteronormatives de la identitat de gènere es consideren més dignes de rebre els drets. També afirma que les persones LGBTQ que estan a la part inferior d'aquesta jerarquia (per exemple, les persones bi/pan, trans, no binàries, intersexuals o gèneres no occidentals) són vistes com un impediment per a aquesta classe d'individus homonormatius per rebre els seus drets. Per exemple, un estudi empíric va concloure que als Països Baixos, les persones trans i altres que no es conformen amb el seu gènere són sovint menyspreades dins les seves comunitats per no actuar de forma "normal". Els que ho assimilen sovint es tornen invisibles en la societat i experimenten temor i vergonya constants pels no conformistes dins de les seves comunitats.